# 보경 (청)
보경(保慶)은 중국 청나라의 제11대 황제 광서제(光緖帝) 시대였던 1899년 3월 18일을 기하여 서태후(西太后)에 의하여 참칭 가제위(僭稱 假帝位)에 비정통 황제 보경제(保慶帝)의 연호이며 이듬해 1900년 1월 24일 보경제가 서태후에 의하여 폐위될 때까지 지속되었다.

## 같이 보기
- 중국의 연호 목록
- 변법자강 운동

틀:광서제의 섭정